# Jean Fléchet
Jean Fléchet (Lió, 5 de novembre de 1928) és un director cinematogràfic i escriptor francès. El 1952 es va diplomar a l'Institut des hautes études cinématographiques (IDHEC), i després de treballar un temps al Marroc i a París. El 1961 va fundar Les Films verts. Vinculat al renaixement cultural occità, fou un dels animadors de Tecimeoc (Televisió i cinema, meridional i occità) i va realitzar alguns films en occità, entre els quals destaca L'Orsalhèr (1983), primer llargmetratge totalment en gascó.

## Filmografia
- 1964: La Sartan, 20 minuts
- 1964: La Fam de Machougas, 52 minuts
- 1965: L'Enseignement philosophique, cinc entrevistes filmades per la Radiotelevisió Escolar, conduïdes per Dina Dreyfus
- 1970: Le Traité du rossignol, 100 minuts
- 1978: Le Mont Ventoux
- 1983: L'Orsalhèr, 110 minuts